# Brian Harman
Brian Eric Harman, né le 19 janvier 1987 à Savannah États-Unis, est un golfeur professionnel américain né à Savannah, en Géorgie, trois fois vainqueur sur le PGA Tour. Il a fréquenté l'Université de Géorgie. Il remporte son premier championnat majeur lors de l' Open Championship 2023.

## Carrière amateur
Harman a été trois fois 2nd Team All-American avec l'équipe de golf de l'Université de Géorgie. Il remporte la NCAA Preview 2005 et l'Isleworth Invitational 2006.
Harman remporte l' US Junior Amateur en 2003, le Players Amateur en 2005, et la Porter Cup en 2007, où il obtient le record du tournoi avec un score de 258 (-22).
Harman joue dans les équipes gagnantes à la Walker Cup 2005 et 2009 et à la Palmer Cup 2007.

## Carrière professionnelle

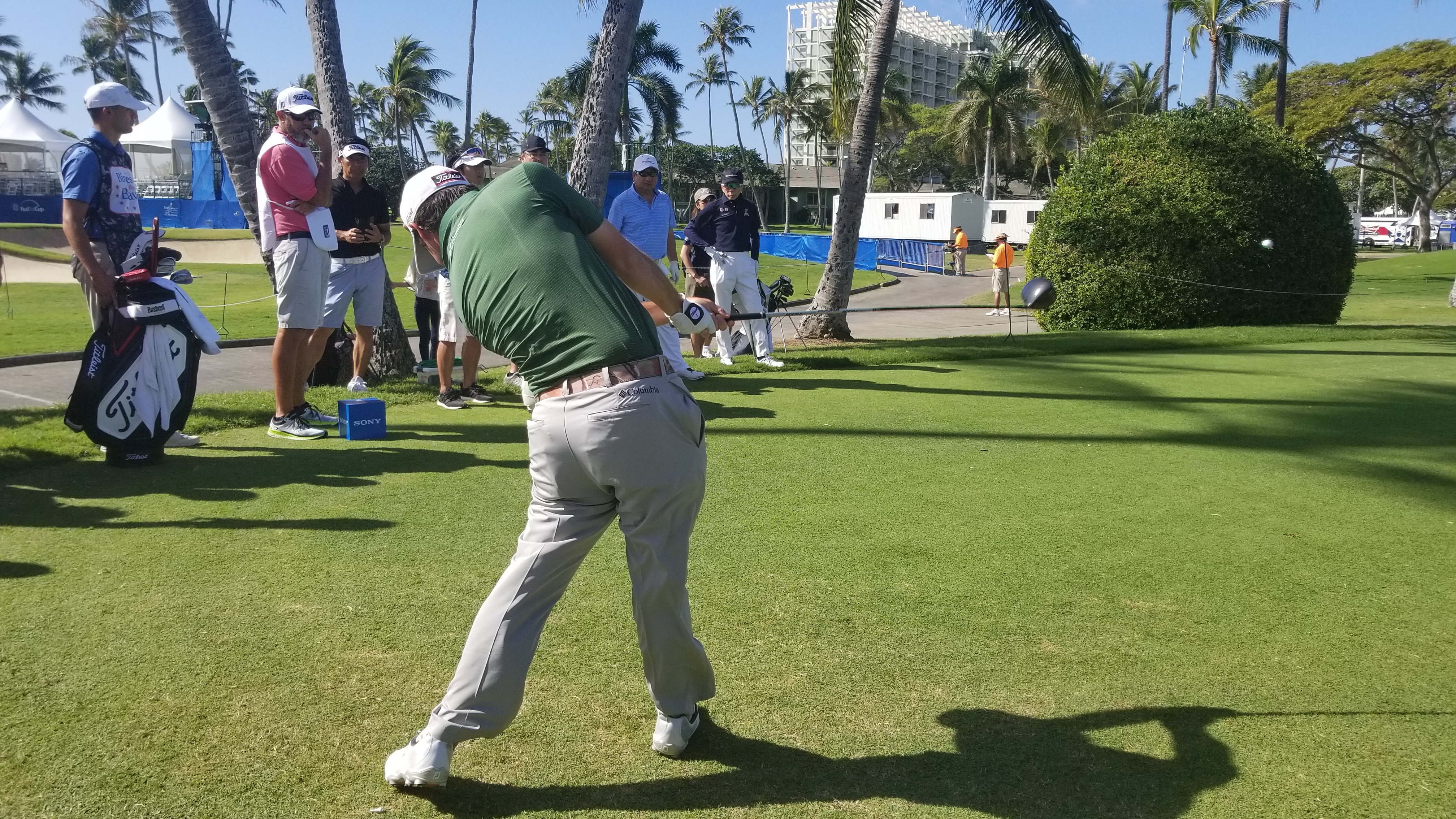
Harman au Sony Open 2018 à Hawaï.

En 2010, Harman joue principalement sur l'EGolf Professional Tour, terminant 11 fois dans le top 10 sur 14 départs. Il remporte sa première victoire professionnelle au Manor Classic avec trois coups d'avance. Il joue également dans trois tournois du Nationwide Tour en 2010. Sa meilleure performance est une 18éme place ex æquo au Stadion Athens Classic at UGA sur son ancien parcours universitaire.
Harman a été confronté à une situation unique lors du Players Championship 2012. Il est premier remplaçant lorsque DA Points se retire quelques minutes avant son horaire de départ. Ses partenaires de jeu Carl Pettersson et Robert Garrigus ayant déjà commencé, les officiels du tournoi consulte la PGA et autorise Harman à jouer seul pour le premier tour. Harman est finalement associé à Ryan Moore et Bud Cauley pour le deuxième tour après le retrait de Paul Casey. Il parvient à franchir le cut et termine 51e ex æquo.
Harman se qualifie ensuite pour son premier tournoi majeur, l'US Open 2012 . Il obtient sa première victoire sur le PGA Tour au John Deere Classic 2014. En 2015, il est en tête après 54 trous au Travelers Championship, mais échoue à un coup du play-off, remporté par Bubba Watson, et termine troisième solo.
Le 30 août 2015, lors du premier tournoi des playoffs de la FedEx Cup, The Barclays, au Plainfield Country Club à Edison, New Jersey, Harman devient le troisième joueur de l'histoire du PGA Tour à scorer deux trous-en-un dans le même tour,.
Le 7 mai 2017, Harman obtient sa seconde victoire sur le tour en remportant le Wells Fargo Championship au Eagle Point Golf Club à Wilmington, en Caroline du Nord. Il s'impose d'un coup face à Dustin Johnson et Pat Perez en rentrant un putt de 8,50 mètres sur le dernier trou.
Harman est en tête après 54 trous à l' US Open 2017 sur le parcours de Erin Hills à Erin, Wisconsin. Parti avec un coup d'avance, à 12 sous le par, à l'entame du dernier tour, et alors qu'il jouait pour la première fois dans le groupe final d'un majeur, il termine second à égalité avec Hideki Matsuyama, quatre coups derrière le vainqueur Brooks Koepka, après un dernier tour en 72.
En 2022, Harman  termine deuxième en solo au World Wide Technology Championship at Mayakoba, quatre coups derrière Russell Henley . C'est son meilleur résultat sur le PGA Tour en plus de cinq ans. Il enchaîne avec une deuxième place au RSM Classic, deux coups derrière Adam Svensson.
Il s'impose avec six coups d'avance lors de l'Open Championship 2023 au Royal Liverpool Golf Club, pour sa première victoire majeure.

## Vie privée
Harman épouse Kelly Van Slyke le 13 décembre 2014. Ils ont trois enfants. La famille réside à Sea Island, en Géorgie,.

## Victoires amateurs
- 2003 U.S. Junior Amateur
- 2005 Players Amateur, Georgia Amateur
- 2007 Porter Cup
- 2009 Dogwood Invitational

## Victoires professionnelles (6)

### PGA Tour (4)
| Légende                        |
| Majeurs (1)                    |
| Autre tournois du PGA Tour (2) |

| Non. | Date          | Tournoi                  | Score gagnant   | Par rapport au par | Marge de victoire | Second(s)                                   |
| ---- | ------------- | ------------------------ | --------------- | ------------------ | ----------------- | ------------------------------------------- |
| 1    | 13 juil. 2014 | John Deere Classic       | 63-68-65-66=262 | −22                | 1 coup            | Zach Johnson                                |
| 2    | 7 mai 2017    | Wells Fargo Championship | 71-69-70-68=278 | −10                | 1 coup            | Dustin Johnson , Pat Pérez                  |
| 3    | 23 juil. 2023 | The Open Championship    | 67-65-69-70=271 | −13                | 6 coups           | Jason Day ,Tom Kim , Jon Rahm , Sepp Straka |
| 4    | 6 avr. 2025   | Valero Texas Open        | 66-66-72-75=279 | –9                 | 3 coups           | Ryan Gerard                                 |

### eGolf Professional Tour  (1)
| Non. | Date              | Tournoi       | Score gagnant   | Par rapport au par | Marge de victoire | Second(s)                  |
| ---- | ----------------- | ------------- | --------------- | ------------------ | ----------------- | -------------------------- |
| 1    | 11 septembre 2010 | Manor Classic | 69-65-70-68=272 | −12                | 3 coups           | Jason Kokrak , Drew Weaver |

### Autres victoires (1)
| N. | Date            | Tournoi                           | Score gagnant | Par rapport au par | Marge de victoire | Second(s)                          |
| -- | --------------- | --------------------------------- | ------------- | ------------------ | ----------------- | ---------------------------------- |
| 1  | 9 décembre 2018 | QBE Shootout(avec Patton Kizzire) | 59-66-61=186  | −30                | 1 coup            | Emiliano Grillo et Graeme McDowell |

## Championnats majeurs

### Victoires (1)
| Année | Championnat           | 54 trous         | Score gagnant         | Marge   | Second(s)                                   |
| ----- | --------------------- | ---------------- | --------------------- | ------- | ------------------------------------------- |
| 2023  | The Open Championship | 5 coups d'avance | −13 (67-65-69-70=271) | 6 coups | Jason Day , Tom Kim , Sepp Straka, Jon Rahm |

### Chronologie des résultats
Résultats non chronologiques en 2020.
| Tournoi               | 2012 | 2013 | 2014 | 2015 | 2016 | 2017 | 2018 |
| --------------------- | ---- | ---- | ---- | ---- | ---- | ---- | ---- |
| Masters Tournament    |      |      |      | CUT  |      |      | T44  |
| US Open               | CUT  |      |      | CUT  |      | T2   | T36  |
| The Open Championship |      |      | T26  | CUT  |      | CUT  | CUT  |
| PGA Championship      |      |      | T40  | CUT  |      | T13  | T71  |

| Tournoi               | 2019 | 2020 | 2021 | 2022 | 2023 | 2024 |
| --------------------- | ---- | ---- | ---- | ---- | ---- | ---- |
| Masters Tournament    |      |      | T12  | CUT  | CUT  | CUT  |
| PGA Championship      | CUT  | T58  | CUT  | T34  | CUT  | T26  |
| US Open               |      | T38  | T19  | T43  | T43  | T21  |
| The Open Championship | CUT  | NT   | T19  | T6   | 1    | T60  |

CUT = a manqué le cut à mi-chemin "T" indique une une place ex-aequo

NT = Pas de tournoi en raison de la pandémie de Covid-19

### Résumé
| Tournoi               | Victoire | 2ème | 3ème | Top 5 | Top 10 | Top-25 | Tournois | Cuts réussis |
| --------------------- | -------- | ---- | ---- | ----- | ------ | ------ | -------- | ------------ |
| Masters Tournament    | 0        | 0    | 0    | 0     | 0      | 1      | 6        | 2            |
| PGA Championship      | 0        | 0    | 0    | 0     | 0      | 1      | 10       | 6            |
| US Open               | 0        | 1    | 0    | 1     | 1      | 3      | 9        | 7            |
| The Open Championship | 1        | 0    | 0    | 1     | 2      | 3      | 9        | 5            |
| Totaux                | 1        | 1    | 0    | 2     | 3      | 8      | 34       | 20           |

- Plus longue série de cuts consécutifs - 3 (trois fois)
- Plus longue série de top 10 - 1 (deux fois)

## Résultats du Players Championship
| Tournoi                  | 2012 | 2013 | 2014 | 2015 | 2016 | 2017 | 2018 | 2019 | 2020 | 2021 | 2022 | 2023 | 2024 |
| ------------------------ | ---- | ---- | ---- | ---- | ---- | ---- | ---- | ---- | ---- | ---- | ---- | ---- | ---- |
| The Players Championship | T51  | CUT  | CUT  | T8   | T54  | T53  | CUT  | T8   | C    | T3   | T63  | T44  | 2    |

CUT = cut manqué

"T" indique une égalité pour une place

C = Annulé après le premier tour en raison de la pandémie de COVID-19

## Résultats aux championnats du monde de golf
Résultats non chronologiques avant 2015.
| Tournoi      | 2014 | 2015 | 2016 | 2017 | 2018 | 2019 | 2020 | 2021 | 2022 | 2023 |
| ------------ | ---- | ---- | ---- | ---- | ---- | ---- | ---- | ---- | ---- | ---- |
| Championship |      |      |      |      | T5   |      |      |      |      |      |
| Match Play   |      |      |      |      | R16  |      | NT 1 | QF   | T35  | T17  |
| Invitational | 65   |      |      | T50  | 62   |      |      | T36  |      |      |
| Champions    |      |      |      | 8    | 72   |      | NT 1 | NT 1 | NT 1 |      |

1 Annulé en raison de la pandémie de COVID-19

QF, R16, R32, R64 = Tour dans lequel le joueur a perdu en match play

"T" = ex-aequo NT = Pas de tournoi

Notez que le Championship et l'Invitational ont été interrompus à partir de 2022.

The Champions a été interrompu à partir de 2023.

## Participations en équipe nationale américaine
Amateur
- Walker Cup : 2005 (vainqueurs), 2009 (vainqueurs)
- Palmer Cup : 2006, 2007 (vainqueurs)